# Adam Kowalczyk (1894–1940)
Adam Kowalczyk (ur. 11 października 1894 w Nowej Wsi, w powiecie szamotulskim, zm. wiosną 1940 w Katyniu) – kapitan administracji (piechoty) Wojska Polskiego, ofiara zbrodni katyńskiej.

## Życiorys
Urodził się w rodzinie Jana i Józefy z Białków. W latach 1914–1918 walczył w szeregach armii niemieckiej. Walczył w Powstaniu Wielkopolskim w szeregach Obrony Obywatelskiej. W 1919 roku wstąpił do Wojska Polskiego. Został przydzielony do 56 pułku piechoty Wielkopolskiej, a następnie do 62 i 61 pp. Walczył w wojnie z bolszewikami.
Od 16 marca 1921 roku do 22 maja 1922 roku był słuchaczem dziesięciomiesięcznego kursu dla oficerów młodszych mianowanych za waleczność, a nie posiadających odpowiedniego cenzusu naukowego (klasa XII) w Wielkopolskiej Szkole Podchorążych Piechoty w Bydgoszczy. W międzyczasie (3 maja 1922 roku) został zweryfikowany w stopniu podporucznika ze starszeństwem z dniem 1 czerwca 1919 roku i 32. lokatą w korpusie oficerów piechoty, a jego oddziałem macierzystym był 56 pułk piechoty.
Został awansowany do stopnia porucznika ze starszeństwem z dniem 1 sierpnia 1920 roku w korpusie oficerów piechoty. Do jesieni 1930 roku pełnił służbę w 56 pułku piechoty Wielkopolskiej w Krotoszynie. 2 kwietnia 1929 roku awansowany na kapitana ze starszeństwem z 1 stycznia 1929 roku i 45. lokatą w korpusie oficerów piechoty. 20 września 1930 roku został przeniesiony do Korpusu Ochrony Pogranicza. Pełnił służbę w batalionie KOP „Podświle” na stanowiskach: adiutanta, a od 1934 dowódcy 1 kompanii, a następnie kwatermistrza batalionu. W sierpniu 1939 roku został kwatermistrzem 3 pułku piechoty KOP.
W 1939 roku wzięty do niewoli radzieckiej, osadzony w Kozielsku. Został zamordowany wiosną 1940 w lesie katyńskim. Figuruje na liście wywózkowej LW 052/4 z 27.04.1940 r., poz. 74.
Adam Kowalczyk był żonaty z Melanią, z którą miał dwie córki: Danutę i Janinę.
5 października 2007 roku Minister Obrony Narodowej Aleksander Szczygło mianował go pośmiertnie do stopnia majora. Awans został ogłoszony 9 listopada 2007 roku, w Warszawie, w trakcie uroczystości „Katyń Pamiętamy – Uczcijmy Pamięć Bohaterów”.

## Ordery i odznaczenia
- Krzyż Srebrny Orderu Virtuti Militari nr 4633[13]
- Krzyż Walecznych – czterokrotnie
- Srebrny Krzyż Zasługi – 1938 rok „za zasługi w służbie ochrony pogranicza”[14]